# ...-Шаррума
...-Шаррума (*д/н — бл. 1312 до н. е.) — цар міста-держави Каркемиш у 1315—1312 роках до н. е.

## Життєпис
Походив з Хетської династії. Старший син царя Піясілі. Невдовзі після смерті батька близько 1315 року до н. е. почалося повстання в Нухашше і Кадеші. Обставини його придушення невідомі.
За цим до Каркемиша прибув особисто великий цар хетів Мурсілі II для затвердження …-Шарруми на троні Каркемиша та отримання від нього присяги вірності. В цей же час є згадка про подібну церемонію в Халапі, де владу отримав Тальма-Шаррума. Схожість імен наштовхнула дослідникі на думку, що правителі Каркемишу і Хаоапу були однією особою. Втім достеменних доказів цьому немає. Проти цього інші дослідники висувають факт того, що Тальма-Шаррум згадується у 1306 році до н.е., коли ...-Шаррума вже втратив владу в Каркемиші (проте він міг зберегти її в Халапі). До того ж угоди з Халапом і Каркемишом про підтвердження зверхності великого царя хетів є окремими.
Помер або повалений Мурсілі II близько 1312 року до н. е. після цього владу в Каркемиші отримав Шахурунува.